# Ningxiacris tenggerensis
Ningxiacris tenggerensis är en insektsart som beskrevs av Zheng, Z. och D. He 1997. Ningxiacris tenggerensis ingår i släktet Ningxiacris och familjen gräshoppor. Inga underarter finns listade i Catalogue of Life.